# 前頜樸麗魚
前頜樸麗魚，為輻鰭魚綱鱸形目隆頭魚亞目慈鯛科的其中一種，分布於非洲維多利亞湖流域，體長可達14.1公分，棲息在中底層水域，以魚類、昆蟲及植物等為食，生活習性不明。

## 擴展閱讀
維基物種上的相關：前頜樸麗魚